# Halászdenevér-félék
A halászdenevér-félék (Noctilionidae) az emlősök (Mammalia) osztályának denevérek (Chiroptera) rendjébe, ezen belül a kis denevérek (Microchiroptera) alrendjébe tartozó  család. A Noctilio az egyetlen neme ennek a családnak.
Közép- és Dél-Amerika területén honosak.

## Rendszerezés
A családba 1 nem, 2 alnem, valamint 2 élő faj és 1 fosszilis faj tartozik:
- Noctilio (Dirias) Miller, 1906
  - kis nyúlszájú denevér (Noctilio albiventris) Desmarest, 1818
- Noctilio (Noctilio) Linnaeus, 1766
  - nagy nyúlszájú denevér (Noctilio leporinus) Linnaeus, 1758

- †Noctilio lacrimaelunaris - miocén; Argentína[1]